# Base aérienne 136 Bremgarten
Pour les articles homonymes, voir Base aérienne 136 et Bremgarten.
La base aérienne 136 Bremgarten est une ancienne base aérienne utilisée par l'Armée de l'air française située en Allemagne, sur la rive droite du Rhin à Hartheim am Rhein, juste en face de la petite ville de Fessenheim (47° 54′ N, 7° 37,14′ E). 

## Historique

### Les débuts
Il est constitué en 1950 par le gouvernement français une "Mission des Grands Travaux Aéronautiques" (M.G.T.A). Cet organisme aura la charge de la construction de bases aériennes sur les territoires contrôlés par la France en Allemagne occupée. Il est alors décidé  de construire une base aérienne française près du petit village de Bremgarten dans la région de Fribourg-en-Brisgau, sur la rive droite du Rhin. La direction des travaux est confiée à un Ingénieur des Travaux Publics de l'Etat, Maurice Villemagne. Il deviendra par la suite Directeur de la MGTA jusqu'à sa dissolution lors du retrait de la France de l'OTAN décidé par le Président de la République Charles de Gaulle.
Les travaux démarrent en 1952 et se terminent début 1954.
Le 31 mars 1954, la BAT 136 de Friedrichshafen est transférée à Bremgarten, elle devient la base support de la 4e demi-brigade de chasse. la nouvelle base de Bremgarten reprend l'insigne et la dénomination de Friedrichshafen.
Le 1er juillet 1961, elle change de nouveau d'appellation et devient maintenant la base aérienne d'Opération 136 (BAO.136). 
En 1963, l'État-major de l'armée de l'air change les appellations des bases. Bremgarten se voit renommer base aérienne 136 et associée à la 11e Escadre de chasse. À cette occasion, la base de Bremgarten adopte un nouvel insigne en remplacement de celui parti à Luxeuil avec la 4e Escadre de chasse.

### L'Armée de l'Air

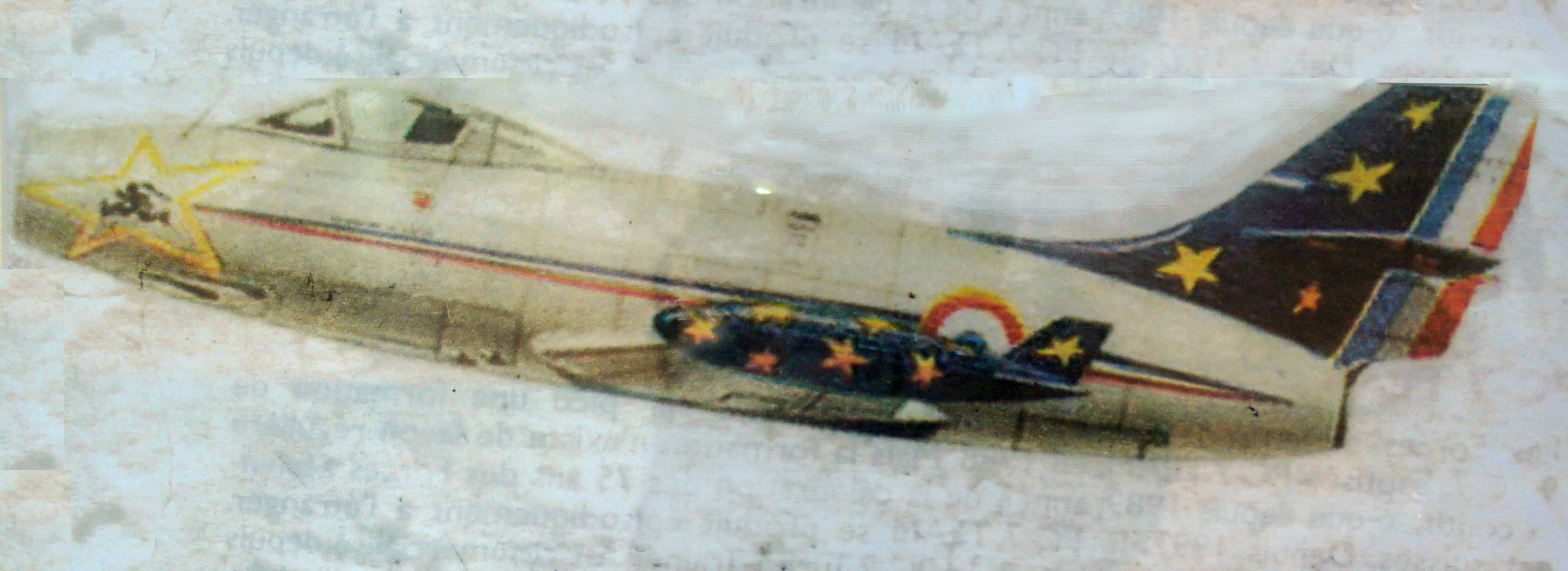
Un Ouragan aux couleurs de la Patrouille de France sur la Base.

Le 1er avril 1954, Bremgarten accueille les MD-450 "Ouragan" de la 4e demi-brigade de chasse.
En 1956, la 4e Escadre de Bremgarten assure le spectacle de la Patrouille de France sur M.D. 450 Ouragan. Il est à noter que l'année 1956 connait l'existence de deux patrouilles, la 12e Escadre de Cambrai sur Mystère IV A pour les présentations à l'étranger, celle de Bremgarten pour tous les meetings sur le territoire français. 
En juin 1961, ayant effectué son transfert sur F-84F Thunderstreak, la 4e part s'installer sur la base aérienne de Luxeuil.
Le 1er juillet 1961, Elle est remplacée par la 11e Escadre de chasse qui vole sur F-100D/F "Super Sabre".
Le 31 mai 1961, dès la fin des hostilités en Algérie, les Commandos parachutistes de l'air rejoignent la base de Bremgarten et se voient confier la protection des premiers éléments de la Force de Dissuasion Nucléaire. Avec la mise en œuvre, sur le territoire national, de la Force de Dissuasion en 1965, cette unité rejoint la base aérienne 726 de Nîmes et prend l'appellation d'Escadron des Fusiliers Commandos de l'Air (EFCA).
Une quinzaine de bombes nucléaire tactiques MK28 et MK43 américaines sont livrés à la base en avril 1963. Sous surveillance des forces armées des États-Unis, elles sont destinées à être utilisé par les F-100 français en cas de guerre.
Le 1er septembre 1964, L'Escadron d'Hélicoptères Lourds 3/23 de Lahr s'installe à Bremgarten. L'EHL 3/23 est équipé de Sikorsky H-34A et prend la désignation d'EH 1/67. Cette même unité sera dissoute sur la base de Bremgarten le 1er mars 1966.
À la suite de la décision de la France de quitter le commandement intégré de l'OTAN début 1967, toutes les forces aériennes françaises quittent l'Allemagne. La 11e EC s'installe le 30 septembre 1967 sur la base de Toul-Rosieres, abandonnée par l'USAF. La base de Toul reprend le nom et l'insigne de la BA de Bremgarten.
L'ancienne base aérienne 136 de Bremgarten devient le 1er octobre 1967 la BMSS 178, base aérienne et Moyens de Support et de Soutien 178. 
La BMSS 178 quitte Bremgarten pour Fribourg le 1er mai 1968, La période sous gestion française arrive à sa fin.

### Transfert à la Luftwaffe
La Luftwaffe prend possession du terrain après le départ des dernières troupes françaises.
Le 20 mai 1968, des RF—104G, TF-104G and T-33A de l'AufklarungsGeschwader 51 Immelmann de reconnaissance aérienne arrivent sur la base de Bremgarten. L'escadre complète s'installe sur la base en 1969. Elle volera successivement sur RF-104G Starfighter puis RF-4E Phantom II.
La dissolution de l'AG-51 le 31 décembre 1992 marque la fin de l'histoire militaire de la base de Bremgarten en tant que base aérienne opérationnelle.
Brigade franco-allemande
L'escadron d'instruction et le bataillon de commandement et de soutien de la Brigade franco-allemande prendront leurs quartiers sur la base de Bremgarten jusqu'à la fin de l'année 1994 pour les derniers éléments (Centre d'Instruction et d'Etude de la Conduite des FFA, rattaché au BCS de la BFA) en et l'achèvement des travaux à la caserne Robert-Schuman de Müllheim. De la base ne subsistent aujourd'hui que quelques bâtiments et miradors en dehors de la piste.

### Retour à la vie civile
Depuis 1995, la base se transforme en zone industrielle pour la zone vie et est occupée par un aéroclub pour la zone opérationnelle (accueil et liaison). Les hangars ainsi que les « marguerites » sont exploités par des industriels. Une grande société  allemande d'alimentation a implanté une de ses bases régionales de ravitaillement sur la marguerite sud de la base. 